# Eleições presidenciais no Turcomenistão em 2007
Eleições presidenciais foram realizadas no Turcomenistão em 11 de fevereiro de 2007, após a morte do presidente vitalício Saparmyrat Nyýazow ocorrida em 21 de dezembro de 2006.

## Data da eleição
Após a morte de Nyýazow em 21 de dezembro de 2006, o presidente interino Gurbanguly Berdimuhammedow afirmou que a data para a próxima eleição presidencial seria anunciada em 26 de dezembro de 2006; ele também alegou que essas eleições seriam realizadas "de forma democrática que foi colocada pelo grande líder". Em 26 de dezembro de 2006, o Conselho do Povo anunciou que a eleição ocorreria em 11 de fevereiro de 2007.

## Candidatos
Seis candidatos foram aprovados entre onze candidatos, todos membros do Partido Democrático:
- Amanýaz Atajykow, membro do parlamento e vice-governador da província de Daşoguz
- Gurbanguly Berdimuhamedow, Presidente interino
- Orazmyrat Garajaýew, prefeito de Abadan
- Muhammetnazar Gurbanow, chefe do distrito de Garabekewul
- Işanguly Nuryýew, Vice-Ministro da Indústria de Petróleo e Gás e Recursos Naturais
- Aşyrnyýaz Pomanow, prefeito de Türkmenbaşy

As autoridades atuais endossaram o presidente em exercício. O candidato indicado pela coalizão de oposição (cujos membros estão principalmente no exílio) (liderado pelo Partido Republicano do Turquemenistão e Watan), Hudaýberdi Orazow, não foi aprovado.
Antes das eleições, o ITAR-TASS alegou que, em vez de Gurbanow, Durdy Durdyýew, o vice-ministro do Turismo e Esportes, seria candidato na eleição. Relatórios posteriores nunca mais o mencionaram e sempre deram os seis candidatos nomeados acima como os candidatos aprovados, então parece provável que Durdyýew foi apenas um dos onze candidatos propostos.
No início de sua campanha, Berdimuhammedow prometeu reformas substanciais, como permitir o acesso à internet para todos e renovar o sistema educacional, mas ao mesmo tempo prometeu seguir os passos de Nyýazow. Ele também disse que apoiaria pequenas empresas e propriedade privada, observando que 61% da economia está em mãos privadas.

## Conduta
Autoridades eleitorais no Turquemenistão informaram que 98.92% dos eleitores votaram na eleição. A Radio Free Europe contesta os números de participação dos eleitores fornecidos pelo governo, e afirma que a eleição "não foi nem livre nem justa". O International Crisis Group descreveu a eleição como uma "eleição descaradamente falsificada".
Buscando aumentar a participação dos eleitores, as autoridades alertaram os habitantes da província de Lebap que não receberiam suas rações mensais de farinha se não votassem. Ao mesmo tempo, os eleitores de primeira e idosos foram prometidos "presentes" para votação. Relatos posteriores indicaram que o presente consistia do livro Ruhnama de Nyýazow.

## Resultados
Gurbanguly Berdimuhammedow foi declarado vencedor da eleição em 14 de fevereiro, recebendo 89% dos votos de acordo com os resultados oficiais, e foi empossado presidente imediatamente depois.
| Candidato                            | Partido                              | Votos     | %      |
| ------------------------------------ | ------------------------------------ | --------- | ------ |
| Gurbanguly Berdimuhammedow           | Partido Democrático do Turcomenistão | 2,357,120 | 89.23  |
| Amanýaz Atajykow                     | Partido Democrático do Turcomenistão | 85,016    | 3.21   |
| Işanguly Nuryýew                     | Partido Democrático do Turcomenistão | 62,830    | 2.37   |
| Muhammetnazar Gurbanow               | Partido Democrático do Turcomenistão | 62,672    | 2.37   |
| Orazmyrat Garajaýew                  | Partido Democrático do Turcomenistão | 40,821    | 1.54   |
| Aşyrnyýaz Pomanow                    | Partido Democrático do Turcomenistão | 34,733    | 1.31   |
| Contra todos                         | Contra todos                         | 3,174     | 0.12   |
| Total                                | Total                                | 2,646,366 | 100.00 |
|                                      |                                      |           |        |
| Votos válidos                        | Votos válidos                        | 2,646,366 | 99.92  |
| Votos inválidos/em branco            | Votos inválidos/em branco            | 2,231     | 0.08   |
| Total de votos                       | Total de votos                       | 2,648,597 | 100.00 |
| Eleitores registrados/comparecimento | Eleitores registrados/comparecimento | 2,677,589 | 98.92  |